# Wakita (Oklahoma)
Wakita est une ville du comté de Grant, dans l'État d'Oklahoma, aux États-Unis,. En 2010, elle compte une population de 344 habitants.

## Démographie
Lors du recensement de 2010, la ville comptait une population de 344 habitants, tandis qu'en 2019, elle est estimée à 326 habitants.

## Dans la culture populaire
Wakita apparait dans le film Twister où la ville est détruite par une tornade.